# LOVE & EMOTION VOL.2
『LOVE & EMOTION VOL.2』（ラヴ・アンド・エモーション ヴォリューム・ツー）は、松田聖子通算35枚目のオリジナル・アルバム。2001年11月28日発売。発売元はKitty MME。

## 解説
先行シングル『愛♡愛〜100％♥Pure Love〜』（同年11月14日発売）のアルバム・ヴァージョンを含む全7曲。
音楽プロデューサーは、『VOL.1』に続き原田真二。
「Misty Rain」の作詞家・ALICEは神田沙也加のペンネーム。
2002年3月27日、「あなたしか見えない」と「愛♡愛〜100%♥Pure Love〜」のミュージック・ビデオとメイキングを収録したDVD付ヴィジュアル・ブックが発売された。

## 収録曲
全作曲・編曲:Shinji Harada
1. Love & Emotion　（1:01）
  - 作詞:Seiko Matsuda
2. 愛♡愛〜100％♥Pure Love〜 （Album Version）　（4:58）
  - 作詞:Seiko Matsuda・Shinji Harada
3. Kiss me baby　（4:35）
  - 作詞:Seiko Matsuda
4. Believe in your dream　（4:49）
  - 作詞:Shinji Harada
5. Misty Rain　（4:49）
  - 作詞:ALICE
6. Party time, Happy time　（4:24）
  - 作詞:Shinji Harada
7. I Miss You　（4:54）
  - 作詞: Seiko Matsuda